# Prix Louis Tillaye
Prix Louis Tillaye är ett montélopp för treåriga hingstar och ston som äger rum i november på Hippodrome de Vincennes i Paris i Frankrike. Det är ett Grupp 2-lopp, man måste minst ha sprungit in 15 000 euro för att få starta. Den samlade prissumman 120 000 euro, varav 54 000 euro i förstapris.

## Vinnare
| År   | Häst               | Far                | Kusk                     | Tränare                 | Tid/km |
| ---- | ------------------ | ------------------ | ------------------------ | ----------------------- | ------ |
| 2024 | Looping Day        | Face Time Bourbon  | Anthony Barrier          | Sébastien Guarato       | 1'13"2 |
| 2023 | Kapaula de l'Épine | Discours Joyeux    | Mathieu Mottier          | Jeremy Gaston           | 1'14"9 |
| 2022 | J'Aime le Foot     | Boccador de Simm   | David Thomain            | Philippe Allaire        | 1'14"4 |
| 2021 | Ici C'est Paris    | Dollar Macker      | David Thomain            | Philippe Allaire        | 1'13"4 |
| 2020 | Heartbreaker One   | Alto de Viette     | Hanna Huygens            | Luc Roelens             | 1'14"8 |
| 2019 | Gainsborough       | Bird Parker        | Yoann Lebourgeois        | Romain Derieux          | 1'16"2 |
| 2018 | Feeling Cash       | Ready Cash         | Yoann Lebourgeois        | Philippe Allaire        | 1'14"5 |
| 2017 | Évidence Roc       | Paris Haufor       | Émilie Le Beller         | Émilie Le Beller        | 1'15"3 |
| 2016 | Dhikti Védaquais   | Thorens Védaquais  | Anthony Barrier          | Philippe Allaire        | 1'14"9 |
| 2015 | Clegs des Champs   | Legs du Clos       | Damien Bonne             | Thierry Raffegeau       | 1'15"3 |
| 2014 | Bilibili           | Niky               | Alexandre Abrivard       | Laurent-Claude Abrivard | 1'15"6 |
| 2013 | Asana Trembladaise | Kuadro Wild        | Anthony Dollion          | Anthony Dollion         | 1'16"7 |
| 2012 | Vanishing Point    | Ludo de Castelle   | Damien Bonne             | Sébastien Guarato       | 1'15"  |
| 2011 | Uranus de Larré    | Jasmin de Flore    | Matthieu Abrivard        | Nicolas Raimbeaux       | 1'16"  |
| 2010 | Texas Charm        | Cygnus d'Odyssée   | Julien Dubois            | Philippe Moulin         | 1'15"7 |
| 2009 | Surabaya Jiel      | Goetmals Wood      | Matthieu Abrivard        | Jean-Luc Dersoir        | 1'14"9 |
| 2008 | Replay Oaks        | Le Big Boss        | Émile Fournigault        | Gaston Alainé           | 1'15"5 |
| 2007 | Quokine Berry      | Chef du Châtelet   | Laurent-Claude Abrivard  | Jean-Michel Bazire      | 1'15"4 |
| 2006 | Punch Winner       | Gai Brillant       | Éric Raffin              | Philippe Allaire        | 1'14"7 |
| 2005 | One and Only       | Gros Grain         | Philippe Masschaele      | Eric Huysentruyt        | 1'14"4 |
| 2004 | Nobilis Jiel       | Gai Brillant       | Philippe Masschaele      | Jean-Luc Dersoir        | 1'15"  |
| 2003 | Mara Bourbon       | And Arifant        | Louis Baudron            | Jean-Pierre Dubois      | 1'15"3 |
| 2002 | Léda d'Occagnes    | Cygnus d'Odyssée   | Philippe Masschaele      | Pierre-Désiré Allaire   | 1'18"3 |
| 2001 | Kyrielle Club      | Un d'Estricat      | Yves Dreux               | Patrick Hawas           | 1'17"2 |
| 2000 | Jardy              | Cygnus d'Odyssée   | Jean-Philippe Mary       | Philippe Allaire        | 1'17"  |
| 1999 | Ivoire de Grammont | Ukir de Jemma      | Jean-Paul Piton          | Philippe Allaire        | 1'20"1 |
| 1998 | Holly Jet          | Bon Vivant         | Michel Lenoir            | Jean-Étienne Dubois     | 1'17"3 |
| 1997 | Gentry d'Ombrée    | Axe des Sarts      | Michel Lenoir            | Jean-Raoul Deshayes     | 1'18"1 |
| 1996 | Fanion du Coq      | Rokardo            | Philippe Gillot          | Philippe Gillot         | 1'18"3 |
| 1995 | Éclair de Vandel   | Sancho Pança       | Jean-Loïc-Claude Dersoir | Joël Hallais            | 1'18"5 |
| 1994 | Dréa Josselyn      | Le Loir            | Michel Lenoir            | Pierre Coignard         | 1'17"8 |
| 1993 | Carlito d'Arc      | Ruanito d'Arc      | Michel Lenoir            | Philippe Rouer          | 1'19"2 |
| 1992 | Boadicée de Béval  | Minou du Donjon    | Yves Dreux               | Ali Hawas               | 1'20"5 |
| 1991 | Atout de Marjon    | Hajacques de Chenu | Yves Dreux               | Patrick Hawas           | 1'19"7 |
| 1990 | Vanneau            | Marpheulin         | Philippe Békaert         | Paul Viel               | 1'19"  |
| 1989 | Ursulo de Crouay   | Mivus              | Philippe Gillot          | Joël Hallais            | 1'20"1 |
| 1988 | Tomanco            | Elpenor            | Joël Van Eeckhaute       | Joël Van Eeckhaute      | 1'22"5 |
| 1987 | Speed Clayettois   | Joachim            | Yves Dreux               | Ali Hawas               | 1'19"6 |
| 1986 | Rantzau            | Darold II          | Jean-Claude Hallais      | Ulf Nordin              | 1'21"  |
| 1985 | Qrysolle           | Hymour             | Michel Lenoir            | Michel Roussel          | 1'21"9 |
| 1984 | Perrin Dandin      | Grape Fruit        | Bernard Oger             | Léopold Verroken        | 1'19"7 |
| 1983 | Orfeu Negro        | Valmont            | Bernard Oger             | Léopold Verroken        | 1'20"1 |
| 1982 | Nestoriac          | Derjacques         | Yves Dreux               | Ali Hawas               | 1'20"  |
| 1981 | Mesta              | Ura                | Alain Laurent            | Stig Engberg            | 1'21"3 |
| 1980 | Lacan              | Apaty              | Michel Lenoir            | René Veslard            | 1'21"4 |
| 1979 | Karika             | Réza Grandchamp    | Jean-Claude Hallais      | Jean-Claude Hallais     | 1'21"  |
| 1978 | Jalinotte          | Calino             | Pascal Békaert           | Gérard Mascle           | 1'20"8 |
| 1977 | Idylle Charmeuse   | Valmont            | Pierre Giffard           | Jean-Pierre Viel        | 1'22"4 |
| 1976 | Hyacinthe          | Umuse P            | Jean-Claude Rivault      |                         | 1'22"9 |
| 1975 | Gazon              | Quasipyl           | Gérard Mascle            |                         | 1' 23  |
| 1974 | Fondon             | Quasipyl           | Gérard Mascle            |                         | 1'21"4 |